# ITerm2
iTerm2 är en GPL-licenserad terminalemulator för Mac OS. Det härrör från och har mestadels ersatt den tidigare iTerm-applikationen.
iTerm2 stöder operativsystemfunktioner som fönstertransparens, helskärmsläge, Exposé-flikar, Growl-aviseringar och vanliga kortkommandon. Andra funktioner inkluderar anpassningsbara profiler och Instant Replay av tidigare terminal-inmatning och -utdata. 